# Gabriel Koenigs
Gabriel Xavier Paul Koenigs (* 17. Januar 1858 in Toulouse, Département Haute-Garonne; † 29. Oktober 1931 in Paris) war ein französischer Mathematiker.

## Leben und Wirken
Koenigs studierte ab 1879 an der École normale supérieure (ENS), wo Jean Gaston Darboux einer seiner Lehrer war, erhielt 1882 seine Agrégation und wurde im selben Jahr promoviert (Les propriétés infinitésimales de l’espace régé). 1882/83 war er Agrégé Répétiteur an der ENS, ab 1883 Dozent für Mechanik an der Faculté des Sciences in Besançon und 1885 Dozent für Analysis in Toulouse. Ab 1886 lehrte er an der ENS und zusätzlich bis 1895 analytische Mechanik am Collège de France. 1895 wurde er Assistenzprofessor und 1897 Professor für Mechanik an der Sorbonne.
Koenigs verband Untersuchungen in theoretischer Mechanik (zum Beispiel Anwendung der Theorie der Integralinvarianten von Henri Poincaré) mit Versuchen in einem eigenen Labor, speziell zu Wärmekraftmaschinen. Neben Mechanik und Kinematik befasste er sich mit Analysis und Geometrie, letzteres stark beeinflusst von Darboux, Felix Klein und Julius Plücker. In der Analysis befasste er sich in Anschluss an Ernst Schröder mit Iteration komplexer Funktionen (1884/85).
1896 war Koenigs Präsident der französischen mathematischen Gesellschaft. Er war Mitarbeiter der französischen Ausgabe der Enzyklopädie der mathematischen Wissenschaften. 1918 wurde er Mitglied der Académie des sciences und im Dezember 1928 assoziiertes Mitglied der Académie royale des Sciences, des Lettres et des Beaux-Arts de Belgique.
Nach dem Ersten Weltkrieg war er Generalsekretär des Exekutivkomitees der neu gegründeten Internationalen Mathematischen Union (IMU), was er dazu nutzte, um Deutschland, Österreich, Ungarn und andere ehemalige Gegner im Ersten Weltkrieg aus der IMU auszugrenzen. Mit anderen französischen Mathematikern gelang ihm dies auf dem Internationalen Mathematikerkongress in Straßburg 1920 und in Toronto 1924 und er wollte den Kongress in Bologna 1928 boykottieren, setzte sich aber aufgrund des Widerstands von Salvatore Pincherle und anderen nicht durch. Kritik an seinem Vorgehen ignorierte er und beantwortete auch keine diesbezügliche Korrespondenz. Er blieb bis zu seinem Tod 1931 Generalsekretär der IMU.

## Ehrungen
- Ritter der Ehrenlegion
- 1890 Prix Bordin
- 1913 Poncelet-Preis
- Der Boulevard Gabriel Koenigs in Toulouse wurde ihm zu Ehren benannt

## Schriften (Auswahl)
- Mémoire sur les lignes géodésiques. Imp. nationale, Paris 1894.
- La géométrie réglée et ses applications. Gauthier-Villars, Paris 1895.
- Leçons de cinématique. Hermann, Paris 1897.
- Introduction a une théorie nouvelle des mechanismes. Hermann, Paris 1905.
- Mémoires sur les courbes conjuguées dans le mouvement relatif le plus général de deux corps solides. Paris 1910.